# Кубок сезона 1986
Кубок сезона СССР по футболу 1986 года — 5-й розыгрыш Кубка сезона СССР, который состоялся 11 апреля 1986 года, на Республиканском стадионе в Киеве. В матче встретились чемпион и обладатель кубка СССР 1985 года киевское «Динамо», а также финалист Кубка — донецкий «Шахтёр».
Ранее в Кубке сезона клубы встречались между собой в 1981 году. Тогда основное время закончилось со счётом 1:1, а в серии пенальти победу одержали «киевляне». Также «Динамо» участвовало в кубке сезона 1977 года, уступив со счётом 0:1 «Динамо» московскому, а «Шахтёр» в 1984 году, в двухматчевом противостоянии с общим счётом 3:2 переиграл днепропетровский «Днепр».
Победу в матче, в серии пенальти одержала киевская команда. Основное и дополнительное время закончилось со счётом 2:2. В составе «Динамо» голы забивали Александр Щербаков и Вадим Евтушенко, а за «горняков» отличились Михаил Соколовский и Сергей Кравченко. Послематчевые пенальти закончились со счётом 3:1, благодаря 3-м ударам которые парировал Виктор Чанов. «Динамо» стало первым клубом дважды выигрывавшим Кубок сезона

## Отчёт о матче
| «Динамо»                                    | 2:2 (доп. вр.) | «Шахтёр»                                  |
| ------------------------------------------- | -------------- | ----------------------------------------- |
| Щербаков 73′ · Евтушенко 118′               | отчёт          | 54′ Соколовский · 117′ Кравченко          |
| Пенальти                                    |                |                                           |
| Демьяненко · Балтача · Евтушенко · Яковенко | 3:1            | Морозов · Варнавский · Кравченко · Грачёв |

| «Динамо» · Киев | «Шахтёр» · Донецк |

| «Динамо»:           |  |                     |     |      |
|                     |  |                     |     |      |
| ВР                  |  | Виктор Чанов        |     |      |
| ПЗ                  |  | Иван Яремчук        |     |      |
| ЗЩ                  |  | Сергей Балтача      |     |      |
| ЗЩ                  |  | Олег Кузнецов       |     |      |
| ЗЩ                  |  | Анатолий Демьяненко |     |      |
| ПЗ                  |  | Василий Рац         |     |      |
| ПЗ                  |  | Павел Яковенко      |     |      |
| ЗЩ                  |  | Андрей Баль         | 65' |      |
| ПЗ                  |  | Александр Заваров   |     |      |
| НП                  |  | Игорь Беланов       | 74' |      |
| НП                  |  | Олег Блохин         | 64' |      |
| Замены:             |  |                     |     |      |
| ПЗ                  |  | Владимир Бессонов   | 65' |      |
| НП                  |  | Вадим Евтушенко     | 74' | 73′  |
| НП                  |  | Александр Щербаков  | 64' | 118′ |
| Главный тренер:     |  |                     |     |      |
| Валерий Лобановский |  |                     |     |      |

| «Шахтёр»:       |  |                     |     |      |
|                 |  |                     |     |      |
| ВР              |  | Сергей Золотницкий  | 77' |      |
| ЗЩ              |  | Алексей Варнавский  |     |      |
| ЗЩ              |  | Александр Сопко     |     |      |
| ЗЩ              |  | Валерий Гошкодеря   |     |      |
| ЗЩ              |  | Владимир Пархоменко |     |      |
| ПЗ              |  | Валерий Рудаков     |     |      |
| ПЗ              |  | Сергей Ященко       | 74' |      |
| ПЗ              |  | Михаил Соколовский  | 54′ | 85'  |
| ПЗ              |  | Юрий Гуляев         |     |      |
| ПЗ              |  | Олег Смолянинов     |     |      |
| НП              |  | Виктор Грачёв       |     |      |
| Замены:         |  |                     |     |      |
| ВР              |  | Владимир Гаврилов   | 77' |      |
| НП              |  | Сергей Морозов      | 74' |      |
| НП              |  | Сергей Кравченко    | 85' | 117′ |
| Главный тренер: |  |                     |     |      |
| Олег Базилевич  |  |                     |     |      |

| Судейская бригада - Ассистенты: - Юрий Савченко (Москва) - Анатолий Хорлин (Москва) | Регламент матча - 90 минут основного времени - 30 минут дополнительного времени, если по истечении основного времени счёт равный - Пенальти, если по истечении основного и дополнительного времени счёт равный - Семь игроков на замене. - Максимум 3 замены |

| Обладатель Кубка сезона 1986 |
| ---------------------------- |
| «Динамо» (Киев) 2-й титул    |